# You’re My Best Friend
«You’re My Best Friend» — песня английской рок-группы Queen из альбома A Night at the Opera. Написана Джоном Диконом. Выпущена в качестве сингла. Включена в сборник Greatest Hits.

## История и состав песни
Песня посвящена жене Дикона Веронике, на которой он женился в том же году, что и написал песню.
Отличительной чертой песни является использование в ней электропиано (фирмы Wurlitzer), кстати, в первый и последний раз. Дикон предложил сыграть на нём Фредди Меркьюри, но тот напрочь отказался, потому что считал такие рояли «крошечными и ужасными» и «вообще не любил их». После этого Дикону пришлось привезти инструмент к себе на дом, и за некоторое время он научился на нём играть.

## Видеоклип

Джон Дикон, играющий на электророяле

Видео к песне снимал режиссёр Брюс Гоуэрс. Несмотря на то, что предыдущий клип на песню «Bohemian Rhapsody» считается первым современным клипом, к «You’re My Best Friend» снято видео в прежнем формате — простое исполнение песни группой.
Видео к песне очень спокойное и умиротворённое, как и сама песня. Клип начинается с показа горящей свечи. Далее действие происходит в деревянном доме на чердаке. Везде много горящих свечей, другого освещения нет. Со вступлением партии ударных сверху показывается Роджер Тейлор. Он одет в незастёгнутую белую рубашку, причём у него не засучены рукава — всегда во всех клипах у него были свободные руки. Затем показывается Меркьюри. Он опирается на микрофон. Одет в кожаную рубашку и чёрно-жёлтую полосатую футболку. На левой руке у него несколько браслетов. Ногти покрашены в чёрный цвет. Сначала он поёт с закрытыми глазами, затем их открывает. На словах «Ooo, you make me live now honey» показывется Дикон. Он играет на электророяле. Одет в чёрные одежды, но из-за тусклого освещения почти не видны детали. Затем показывается Брайан Мэй. Он одет в чёрный пиджак из-под которого видна футболка с тропической картинкой. Мэй играет на гитаре Red Special. Далее, на протяжении всего клипа, музыканты показываются с разных ракурсов: то Меркьюри крупным планом так, что видно только его лицо, то Мэй (чаще тогда, когда играет его партия гитары), то Мэй вместе с Диконом, то одно лицо Дикона, то Тейлор, то он же крупным планом, то сверху как в начале клипа. Уже в конце иногда показывается вся группа крупным планом. Клип заканчивается той же горящей свечой, что и в начале, но она потухает.

## Чарты
| Позиция | 24 | 15 | 07 | 08 | 10 | 16 | 24 | 30 |

| Позиция | 78 | 66 | 46 | 32 | 27 | 23 | 21 | 20 | 18 | 17 | 16 | 16 | 24 | 39 | 42 | 59 |

Годовые  чарты:
| Хит-парад (1976)      | Позиция |
| --------------------- | ------- |
| Канада (RPM Year-End) | 44      |